# Dolcetto delle Langhe Monregalesi superiore
Il Dolcetto delle Langhe Monregalesi superiore è un vino DOC la cui produzione è consentita nella provincia di Cuneo.

## Caratteristiche organolettiche
- colore: rosso rubino vivo.
- odore: vinoso, gradevole, caratteristico.
- sapore: asciutto, gradevole, amarognolo, di moderata acidità, di discreto corpo.

## Produzione
Provincia, stagione, volume in ettolitri
- nessun dato disponibile